# Allium cremnophilum
Allium cremnophilum — вид квіткових рослин з підродини цибулевих (Allioideae). Ендемік Греції. Етимологія: Від грецьких слів «cremnos» = щілина та «philos» = любити, що стосується середовища проживання.

## Біоморфологічна характеристика
Цибулина яйцеподібна, часто парна, 8–13 × 6–10 мм, з коричневою оболонкою. Стебло гнуче, лежаче-висхідне, 6–11 см заввишки, на 1/3–1/2 довжини вкрите листковими піхвами, часто несе по два суцвіття. Листків 3, ниткоподібних, субциліндричних, довших за суцвіття чи майже рівних, 4–8 см завдовжки, волосисто-шерстистих. Суцвіття з 4–8 квіток. Обгортки суцвіття довші за суцвіття чи майже рівні. Оцвітина циліндрично-дзвінчаста, 7.5–8 мм завдовжки; листочки оцвітини від білуватих до біло-рожевих, з пурпуровою середньою жилкою, зовнішні цілокраї та гострі на верхівці, 1.8–2 мм завширшки, внутрішні з пурпуровими смугами зверху, майже тупі та згризено-хвилясті на верхівці, 1.6–1.8 мм ушир. Тичинки з жовтуватими нитками й пиляками солом'яного кольору. Коробочка тристулкова, обернено-яйцювата, 3.7 × 3.4 мм.

## Поширення
Наразі цей вид зустрічається лише на Тасосі на вершині гори Іпсаріо, острові Північного Егейського моря поблизу Кавали, Греція. Зазвичай він проростає в глибину вапняних щілин на ≈ 1200 м над рівнем моря, змішаний з хазмофільною рослинністю або рідше всередині колючих карликових чагарників Astragalus angustifolius subsp. odonianus.